# Europadorf (Dessau-Roßlau)

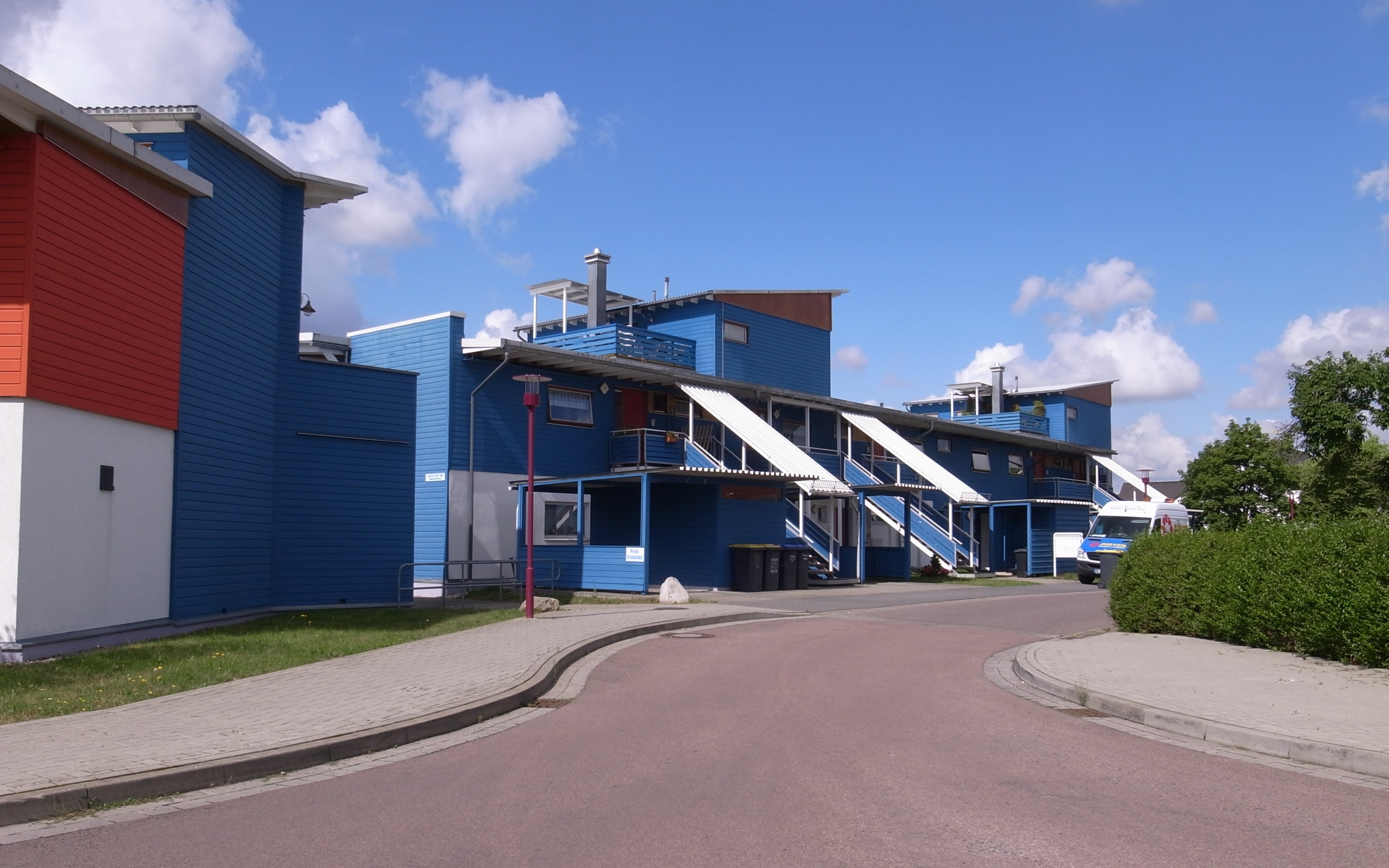
Architektur vom Beitrag aus Österreich

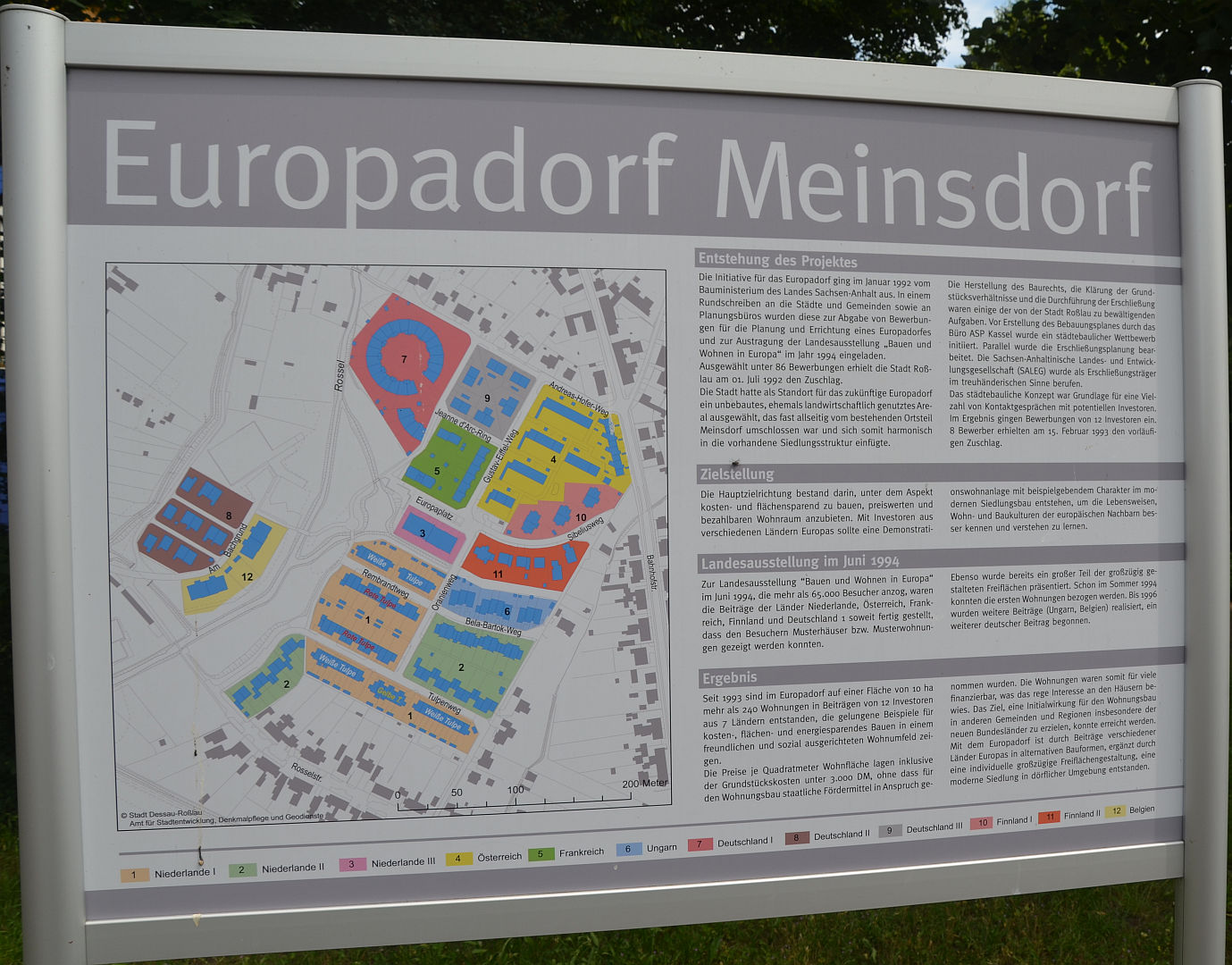
Informationstafel

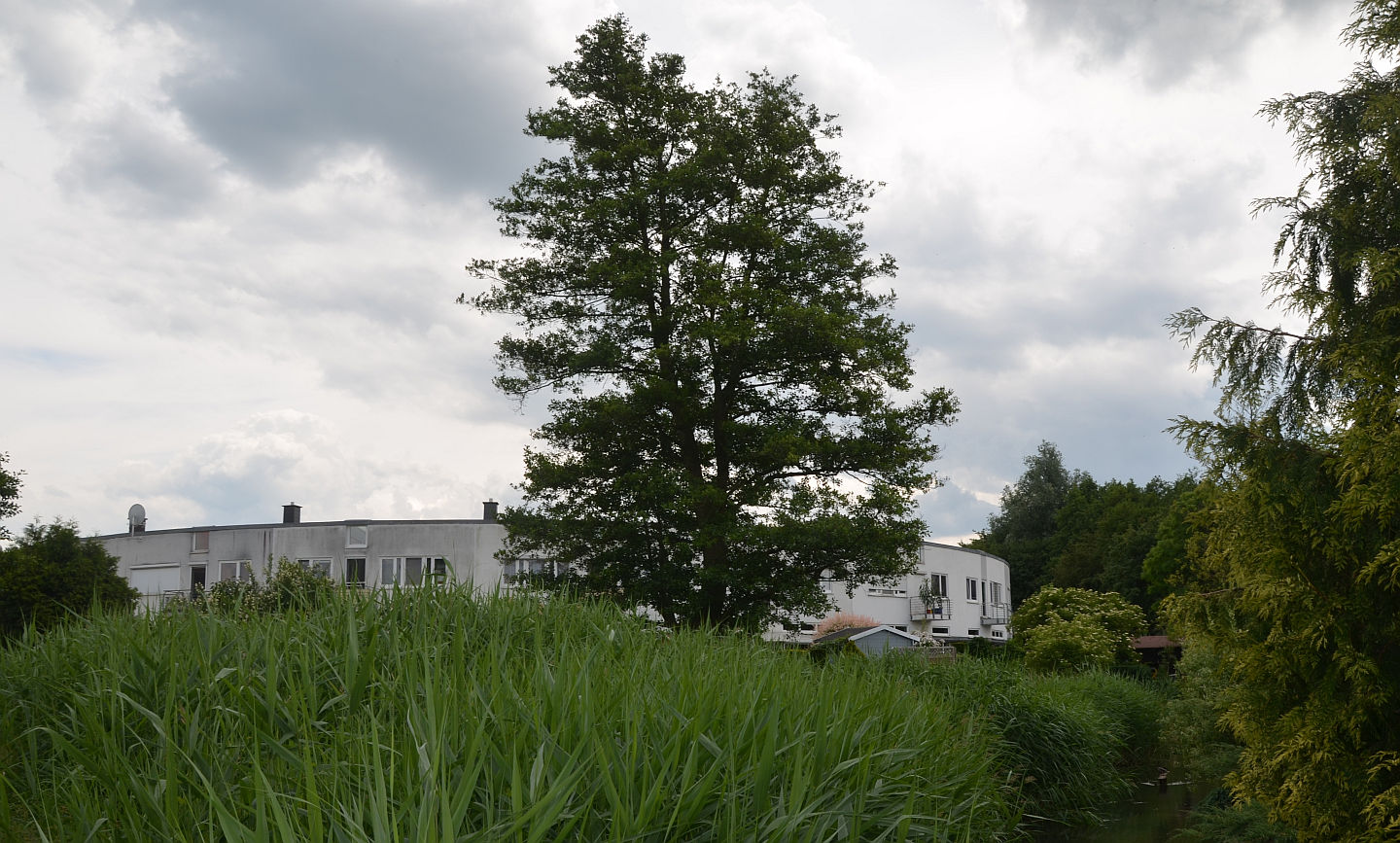
Rundling

Auf dem ehemaligen Anger von Meinsdorf, einem Ortsteil im Norden von Roßlau (Elbe), wurde nach einem Architekturwettbewerb von 1993 bis 1996 die Siedlung Europadorf nach Plänen von Architekturbüros aus Deutschland, den Niederlanden, Österreich, Ungarn, Finnland und Frankreich errichtet. Der Wettbewerb sollte preiswertes Bauen in Europa zeigen, was für Irritationen und Verstimmung sorgte, da die Objekte dann doch nicht sehr preiswert waren. Besonders auffällig sind der österreichische Beitrag und der Rundling in Anlehnung an die Bauhausarchitektur als deutscher Beitrag.